# Universidad Skidmore
La Universidad Skidmore es una universidad privada de artes liberales en Saratoga Springs, Nueva York. Aproximadamente 2650 estudiantes están matriculados en Skidmore para obtener una licenciatura en artes o una licenciatura en ciencias en una de las más de 60 áreas de estudio.

## Historia
La Universidad Skidmore ha sufrido muchas transformaciones desde su fundación a principios del siglo XX como universidad para mujeres. El Club Industrial de Mujeres Jóvenes fue formado en 1903 por Lucy Ann Skidmore (1853–1931) con el dinero de la herencia de su esposo, quien murió en 1879, y de su padre, Joseph Russell Skidmore (1821–1882), un ex comerciante de carbón. En 1911, el club fue fundado con el nombre de "Escuela de Artes de Skidmore" como una universidad para capacitar vocacional y profesionalmente a mujeres jóvenes.
Charles Henry Keyes se convirtió en el primer presidente de la escuela en 1912, y en 1919 Skidmore confirió sus primeros títulos de licenciatura bajo la autoridad de la Universidad Estatal de Nueva York. En 1922, la escuela había sido autorizada de forma independiente como una universidad de cuatro años que otorgaba títulos.
La Universidad Skidmore se estableció en el centro de Saratoga Springs, pero el 28 de octubre de 1961, la universidad adquirió el Jonsson Campus, 850 acres (3,4 km2) de terreno en los bordes exteriores de Saratoga Springs. El campus de Jonsson recibió su nombre del administrador de Skidmore, Erik Jonsson, el fundador y presidente de Texas Instruments y exalcalde de Dallas, Texas (1964–71). La nueva Torre Jonsson lleva su nombre. Los primeros edificios nuevos en el campus se abrieron en 1966 y, en 1973, la mudanza estaba casi completa. El antiguo campus se vendió a Verrazzano College, una nueva institución que no tuvo éxito, y desde entonces sus edificios se han destinado a otros usos.
En 1971, la universidad comenzó a admitir hombres en su programa de pregrado regular (unas pocas docenas de hombres veteranos de la Segunda Guerra Mundial habían sido admitidos en 1946-1949). Skidmore también lanzó el programa "Universidad sin muros" (UWW), que permite a los estudiantes no residentes mayores de 25 años obtener títulos de licenciatura. El programa finalizó en mayo de 2011. También en 1971, Skidmore estableció un capítulo de Phi Beta Kappa.
En 1988, la facultad de Skidmore formó el Programa de Investigación Colaborativa, que brinda a los estudiantes la oportunidad de ser coautor de artículos y estudios con profesores. Skidmore comenzó a otorgar títulos de maestría en 1991 a través de su programa de Maestría en Artes en Estudios Liberales (MALS). El Skidmore Honors Forum fue fundado en 1998.
En 2020 Marc C. Conner, Ph.D. se convirtió en el octavo presidente de la universidad, reemplazando a Philip A. Glotzbach, quien se había desempeñado como presidente desde 2003. En febrero de 2019, Glotzbach anunció que se retiraría al final del año escolar 2019-2020.
2006 marcó el comienzo de la campaña más grande en la historia de Skidmore, Creative Thought. Promesa audaz. La meta era recaudar $200 millones, la cual se alcanzó y superó en 2010 y se celebró en Celebration Weekend.

### Presidentes
1. Charles Henry Keyes, 1912–1925
2. Henry T. Moore, 1925–1957
3. Val H. Wilson, 1957–1965
4. Joseph C. Palamountain Jr., 1965–1987
5. David H. Porter, 1987–1999
6. Jamienne S. Studley, 1999–2003
7. Felipe A. Glotzbach, 2003–2020
8. Marc C. Conner, 2020-presente

## Programas académicos
Skidmore ofrece 44 especializaciones de pregrado, un tamaño promedio de clase de 16 y más de 1000 cursos. Las carreras más populares incluyen inglés, negocios, psicología, ciencias políticas, economía, arte de estudio, teatro, biología y estudios ambientales. El Departamento de Idiomas y Literaturas del Mundo ofrece clases en seis idiomas y cursos de autoaprendizaje en cinco idiomas adicionales.
También se alienta a los estudiantes a llevar su educación fuera del aula con pasantías. Estos se pueden tomar para crédito y se pueden completar a lo largo del año académico; casi el 85% de los estudiantes participan en una pasantía durante su carrera en Skidmore. Las oportunidades para estas pasantías son muy publicitadas tanto por los propios departamentos como por el centro de carreras. Debido a la definición de títulos del Estado de Nueva York, Skidmore no puede acreditar todos los departamentos con una Licenciatura en Ciencias. Se otorga una licenciatura a aquellos estudiantes que se especializan en Arte (Estudio), Danza, Danza-Teatro, Educación, Ciencias del Ejercicio, Negocios, Trabajo Social y Teatro. La distinción se basa en la cantidad de horas de cursos de "artes no liberales" permitidas para las 120 horas de crédito necesarias para graduarse, 60 para una licenciatura y 30 para una licenciatura. Estos cursos designados como "artes no liberales" son considerados por la universidad. ser de carácter profesional.

### Rankings y reputación
Skidmore se considera una de The Hidden Ivies según las Guías de planificación educativa de Greenes (2000). Skidmore ha sido nombrado como uno de los "New Ivies" por Newsweek. La universidad se clasificó empatada en el puesto 38 entre las mejores universidades nacionales de artes liberales en la edición de 2022 de U.S. News & World Report. La clasificación de colegios y universidades de EE. UU. de Wall Street Journal/Times Higher Education de 2020 colocó a Skidmore en el puesto 93. Para su lista de las mejores universidades de Estados Unidos de 2019, Forbes calificó a Skidmore en el puesto 101 en general.

## Perfil de admisión
La cantidad de nuevos estudiantes que se inscribieron en el otoño de 2017 (clase de 2021) fue de 665; Para la clase de 2021, el total de solicitudes fue de 10 052, con una tasa de aceptación general del 24,5 % y una tasa de rendimiento (el porcentaje de estudiantes aceptados que se inscriben) del 26,8 %. El puntaje promedio de SAT para la Clase de 2021 fue 1320, mientras que el puntaje promedio de ACT fue 30.

## Campus e instalaciones

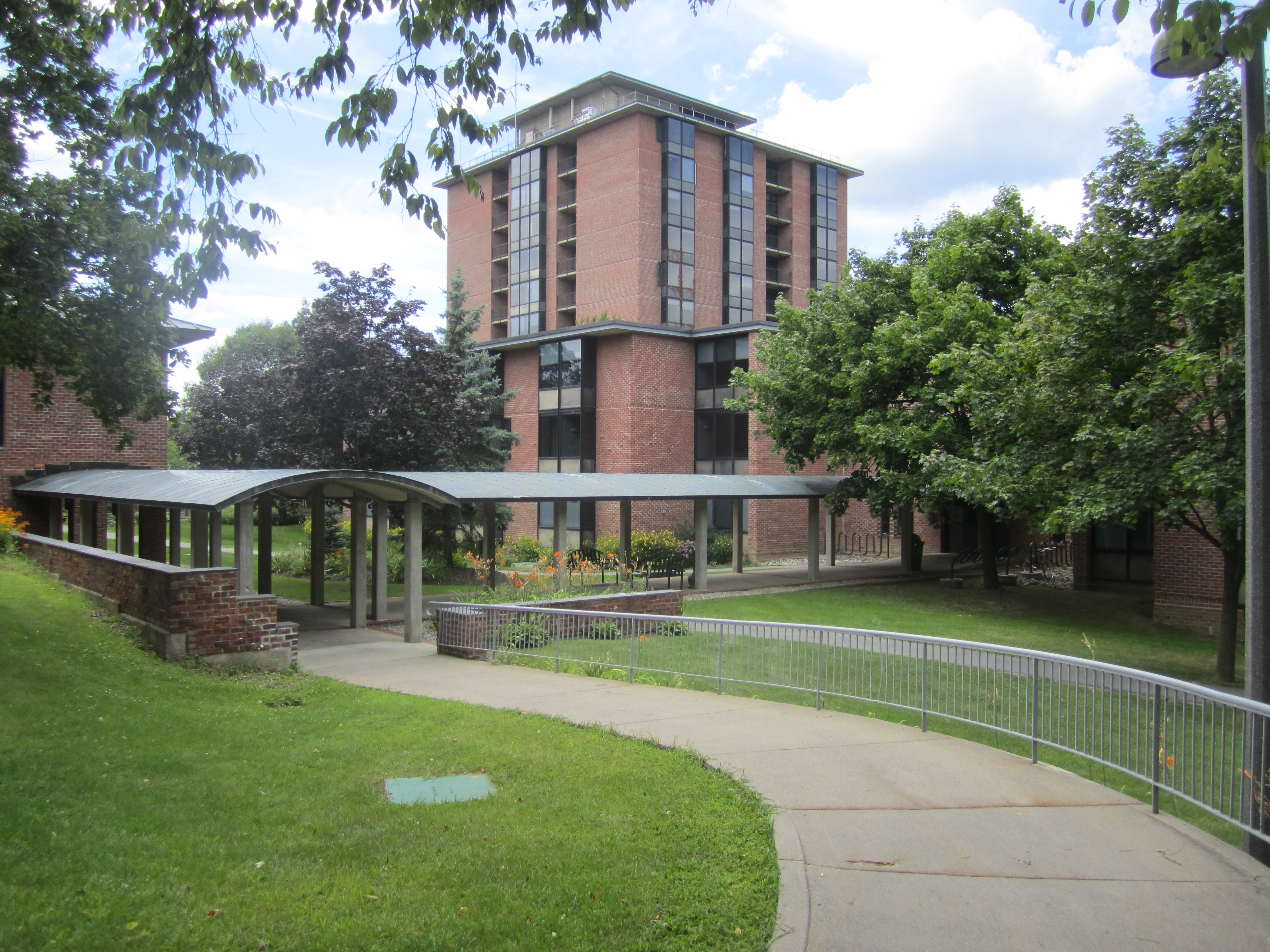
Torre Jonsson

La mayoría de los edificios en el campus de 850 acres (3,4 km2) de Skidmore se construyeron después de 1960.
El Museo de Enseñanza y Galería de Arte Frances Young Tang es la principal instalación artística de la universidad. Además del Tang, Skidmore tiene espacio de estudio para estudiantes universitarios, así como varias galerías más pequeñas. El Saisselin Art Building alberga estudios de animación, cerámica, diseño de comunicación, dibujo, fibras, metales, pintura, fotografía, grabado y escultura. Skidmore tiene un programa de música ubicado en el Arthur Zankel Music Center, que contiene una gran sala de conciertos e instalaciones.
La mayoría de las clases de humanidades se imparten en uno de los cuatro edificios académicos: Palamountain, Tisch, Bolton y Ladd. Harder Hall alberga matemáticas e informática; geología, química, física y biología operan desde el Centro de Ciencias de Dana. Casi todas las aulas de Skidmore están equipadas con una computadora y un proyector, y muchas contienen otros equipos audiovisuales, como reproductores de DVD y proyectores de diapositivas. El tamaño promedio de la clase es de 17 (generalmente más pequeños en los cursos de laboratorio) y la proporción típica de estudiantes por maestro es de 8:1.
La Biblioteca Lucy Scribner alberga aproximadamente medio millón de volúmenes. Sus cinco pisos contienen un gran laboratorio de computación, aproximadamente sesenta computadoras abiertas en el piso principal, con aulas y oficinas privadas. En la Sala Pohndorff del tercer piso se conserva una colección de libros raros. El tercer piso tiene una biblioteca para niños que usan los residentes de Saratoga.
Skidmore mantiene nueve residencias estudiantiles en el campus (Howe Hall, Jonsson Tower, Kimball Hall, McClellan Hall, Penfield Hall, Rounds Hall, Wait Hall, Wiecking Hall y Wilmarth Hall) y tres complejos de apartamentos en el campus (North Woods Village, Sussman Village y las Casas de la Ladera).
Las habitaciones del Residence Hall en Skidmore son bastante grandes y la universidad generalmente aparece en la lista de "Dormitorios como palacios" de Princeton Review. La mayoría de las residencias están dispuestas en estilo suite con 3 o 4 dormitorios que comparten un baño común. La mayoría de las suites son de un solo sexo. Las viviendas neutrales al género están disponibles en los apartamentos Wiecking Hall, Sussman Village, Hillside y North Woods. Los apartamentos North Woods pueden albergar a 380 personas en apartamentos para 3 y 4 personas. Los apartamentos Sussman Village, populares entre las personas mayores, consisten principalmente en apartamentos para 4 personas.
El acertadamente llamado Falstaff fue construido en 1986 como un pub para estudiantes. Ahora se utiliza en gran medida como lugar para actuaciones musicales patrocinadas por estudiantes.
Gran parte de la propiedad de Skidmore está ocupada por North Woods, un bosque de 530 acres (2,1 km2) que linda con el campus académico y llega hasta el pie de las montañas Adirondack. Los bosques contienen senderos para caminatas que también están abiertos al público en general.

### Museo de Enseñanza y Galería de Arte Francés Young Tang
El Museo de Enseñanza y Galería de Arte Francés Young Tang se inauguró en 2000 y fue diseñado por el arquitecto Antoine Predock. El diseño de Predock incluye dos alas de galería principales (la Galería Wachenheim y el Ala Malloy), dos galerías más pequeñas (State Farm Mezzanine y Winter Gallery), aulas equipadas digitalmente y varios espacios para eventos. The Tang es conocido a nivel nacional tanto por su arquitectura como por sus propiedades, y su excelencia ha sido reconocida por The New York Times, Art in America y Architectural Digest, entre otras publicaciones. El Tang recibe aproximadamente 40.000 visitantes al año. El Tang acogió recientemente una retrospectiva de la obra de Alma Thomas en colaboración con el Studio Museum in Harlem.

### Centro de Música Arthur Zankel

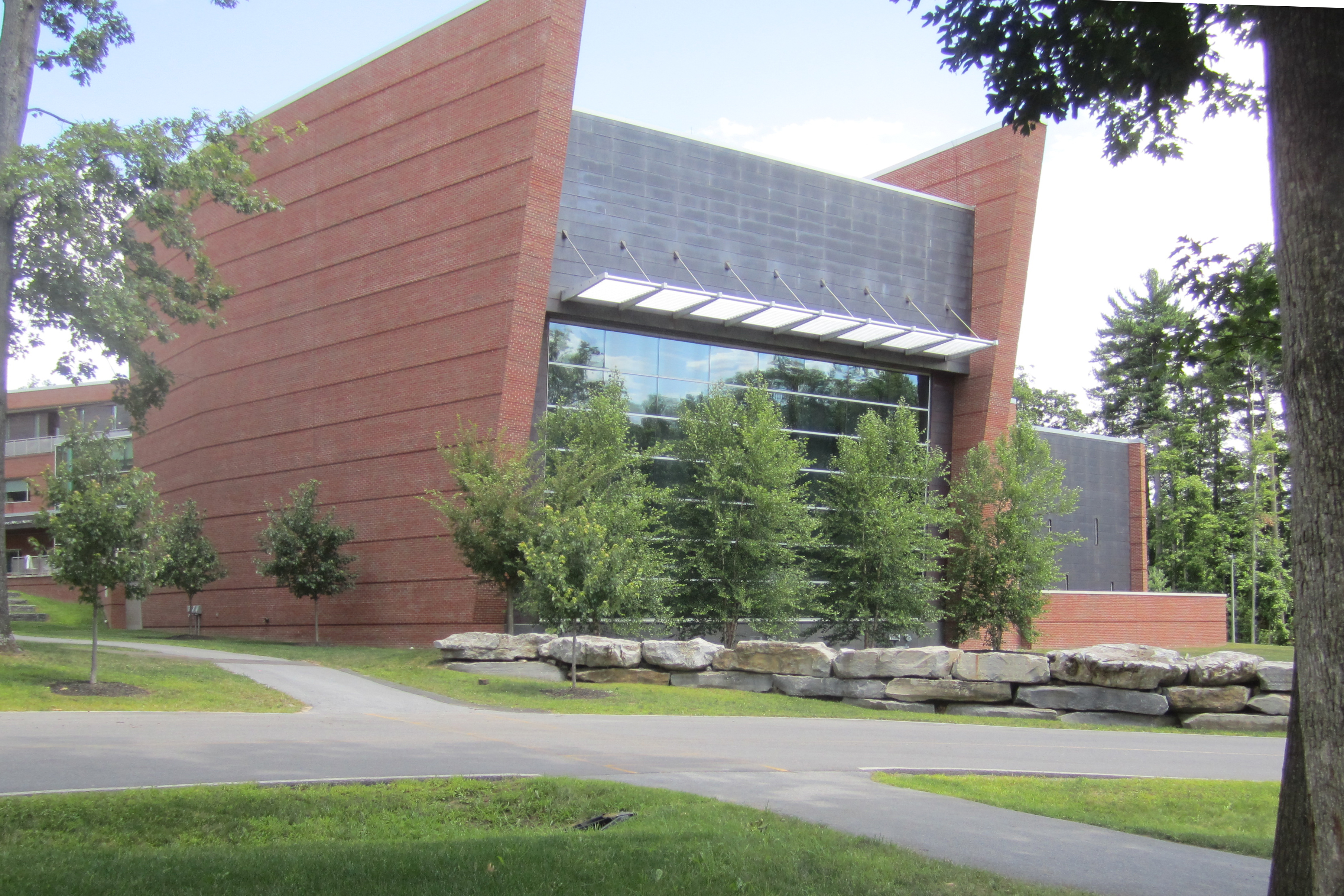
Centro de Música Arthur Zankel

En una donación sin precedentes realizada por el patrimonio de Arthur Zankel, Skidmore recibió $46 millones, parte de los cuales se utilizaron como donación de plomo para construir el Arthur Zankel Music Center de última generación. Diseñado por Ewing Cole, el edificio ganó premios incluso antes de que fuera construido. En particular, es elogiado por su naturaleza ecológica. Por ejemplo, el agua de lluvia se recolecta en el techo y se convierte en agua utilizable en los baños.

### Teatro Janet Kinghorn Bernhard
Janet Kinghorn Bernhard '26, cuando estaba en su último año en Skidmore, se convirtió en la primera editora de Skidmore News. En la década de 1960, ella y su esposo, Arnold (fideicomisario de Skidmore), se comprometieron a construir un teatro en el nuevo campus. Ambos estuvieron presentes en 1987 para ver su anhelado sueño hecho realidad en la inauguración del Teatro Janet Kinghorn Bernhard. La instalación tiene un teatro principal con 300 asientos que es el sitio de la mayoría de las producciones importantes, así como un espacio de caja negra convertible. El teatro principal es también el hogar del Festival Nacional de Comedia Universitaria anual. El teatro Janet Kinghorn Bernhard fue nombrado como el mejor teatro universitario número 16 por Princeton Review.

### Plano del Campus
Lo-Yi Chan, arquitecto y planificador del campus y aprendiz del famoso arquitecto Ieoh Ming Pei, creó el último Plan de Campus de Skidmore en 2007. Entre otras propuestas, prevé expandir el campus con la adición de otro patio académico.

## Vida estudiantil

### Asociación de Gobierno Estudiantil
La Asociación de Gobierno Estudiantil de Skidmore College (SGA) es el órgano rector de aproximadamente 130 clubes y organizaciones dirigidos por estudiantes en el campus. Además de ser el enlace oficial entre los estudiantes y la administración, la Asociación de Gobierno Estudiantil de Skidmore aboga por políticas universitarias que beneficien los intereses a corto y largo plazo del alumnado. El funcionamiento principal y la operación de la SGA está a cargo del Comité Ejecutivo. El Senado Estudiantil es el cuerpo más grande y final en la mayoría de los asuntos. Los Consejos de Clase son los principales responsables de la planificación de eventos. Hay otros comités de SGA y muchos otros estudiantes individuales designados para los comités de facultad, los comités de toda la universidad y los organismos adjudicadores.

### Medios de comunicación estudiantiles

#### Salmagundi
Salmagundi es una revista trimestral que se enfoca en las humanidades y las ciencias sociales. Fundado por Robert Boyers, un miembro de la facultad del departamento de inglés desde hace mucho tiempo, se ha publicado en Skidmore desde 1969 y ahora tiene una base de suscriptores internacionales de varios miles de lectores.
Cada número generalmente incluye poesía, ficción, entrevistas y ensayos. Los editores de Salmagundi a menudo dedican grandes secciones de un número a un tema especial de actualidad. Los temas temáticos recientes incluyen "La cultura del museo", "Matemáticas nigerianas", "Homosexualidad", "Arte y ética", "La industria cultural", "Kitsch" y "FemIcons".
Nadine Gordimer, J. M. Coetzee, Tzvetan Todorov, George Steiner, Orlando Patterson, Norman Manea, Christopher Hitchens, Seamus Heaney, Mary Gordon, Susan Sontag, Benjamin Barber, Joyce Carol Oates, Richard Howard, Carolyn Forche, Martin Jay y David Rieff son entre los escritores que han contribuido a Salmagundi. Los columnistas habituales incluyen a Benjamin Barber, Tzvetan Todorov, Martin Jay, Charles Molesworth, Marilynne Robinson, Carolyn Forché y Mario Vargas Llosa.

#### The Skidmo' Daily
The Skidmo' Daily es la publicación satírica de la universidad. Fue fundada en 2013 por Jack Rosen '16, y su consejo editorial y personal están formados por estudiantes. Desde julio de 2016, el periódico ha estado publicando contenido en su sitio web, que incluye contenido exclusivo de la web que no se encuentra en las ediciones impresas, así como un archivo de ediciones impresas.

#### SkidTV
SkidTV es la estación de televisión de circuito cerrado oficial dirigida por estudiantes de la universidad. El club se dedica a promover una programación de alta calidad mientras cubre eventos en el campus y sus alrededores.

#### WSPN
WSPN 91.1 FM es la estación de radio de Skidmore. Es administrado por una junta directiva compuesta en su totalidad por estudiantes universitarios. Los estudiantes, los empleados universitarios y los residentes de la comunidad local son elegibles para presentar programas, pero deben presentar una solicitud ante la junta para ganar espacios de tiempo. La competencia por las tragamonedas de alto perfil es feroz.
El personal de WSPN se esfuerza por crear una combinación de vanguardia de programación musical y programas de entrevistas. Aunque es una estación pequeña con un área de transmisión pequeña, ha construido una reputación de programación innovadora. Princeton Review la clasifica constantemente entre las principales estaciones de radio universitarias del país, y su transmisión por Internet llega a los oyentes de todo el país. Full Metal Racket Show se transmite desde esta estación todos los viernes por la noche durante los últimos 25 años.

#### Skidmore Unofficial
Skidmore Unofficial es un popular blog de humor y noticias en el campus que documenta la vida de los estudiantes universitarios desde una perspectiva alternativa. Está completamente dirigido por estudiantes y no está afiliado a la administración.

### Festival Nacional de Comedia Universitaria
El Festival Nacional de Comedia Universitaria es un festival anual sin fines de lucro de sketches estudiantiles y comedia de improvisación que se lleva a cabo cada invierno en el campus. El festival, que se celebró por primera vez en febrero de 1990, incluye talleres profesionales.
Entre los colegios y universidades que participan regularmente se encuentran Bard, Bates, Brandeis, Brown, Columbia, Cornell, Harvard, Emerson, George Washington, Haverford & Bryn Mawr, Kenyon, Manhattan, Marist, NYU, Oaksterdam University, School of Visual Arts, Skidmore , SUNY Binghamton, Swarthmore, Tufts, Universidad de Arizona, Universidad de Maryland, Universidad del Sur de California, Vassar, Wesleyan, William & Mary y Yale.
Cuatro de los propios grupos de comedia de Skidmore actúan cada año, además de copatrocinar el evento. Los grupos incluyen dos grupos de improvisación, The Ad-Liberal Artists, o improvisaciones para abreviar, y AKT, más formalmente conocido como Awkward Kids Talking. Los dos grupos de comedia de sketches son Skidomedy y Sketchies, quienes realizan una combinación de sketches en vivo y en video.

### Día de la Diversión
Cada primavera, cuando las clases terminan, la Asociación de Gobierno Estudiantil organiza un feriado de todo el día conocido como "Día de diversión" en el green, con carpas inflables, toboganes inflables, perritos calientes, conos de nieve, pintura corporal y música en vivo. Los estudiantes extienden mantas en el césped donde pasan la mayor parte del día comiendo, bebiendo, tocando guitarras, durmiendo la siesta y, en general, viviendo de acuerdo con la naturaleza del evento.

### A capella
Skidmore actualmente tiene 6 grupos a cappella: 1 todos masculinos, 3 mixtos y 2 femeninos. The Sonneteers, el primero de todos los grupos femeninos, es el primer y más antiguo grupo a cappella de Skidmore (fundado en 1947). The Bandersnatchers es el único grupo masculino a cappella en el campus. The Dynamics (Dynos) es el grupo mixto a cappella más antiguo de Skidmore (fundado en 1995). The Drastic Measures (Drastics) es el segundo grupo mixto a cappella más antiguo. Fue fundado como un grupo caritativo a cappella con todo incluido; si bien ya no es todo incluido, el grupo conserva su misión caritativa hasta el día de hoy. The Accents es el último grupo femenino a cappella. Todos los grupos actúan dentro y fuera del campus durante todo el semestre, realizan audiciones al comienzo de cada semestre y concluyen cada semestre con un "Jam". El grupo a cappella más nuevo, los Treblemakers, es el tercer grupo mixto a capela de Skidmore. Creado en 2010, Treblemakers es el único grupo a cappella con todo incluido que queda en la universidad. Actúan constantemente con muchos de los otros grupos de actuación con todo incluido en el campus. Además de los grupos a cappella, Lift Every Voice, Skidmore's Gospel Choir, se estableció en 2008 y se constituyó en 2009 como club oficial. Hoy en día se conoce como People Who Sing y se ha reajustado para presentar música más secular. se estableció en 2008 y se constituyó en 2009 como club oficial. Hoy en día se conoce como People Who Sing y se ha reajustado para presentar música más secular. se estableció en 2008 y se constituyó en 2009 como club oficial. Hoy en día se conoce como People Who Sing y se ha reajustado para presentar música más secular.

### Sostenibilidad
El Plan Estratégico de Skidmore refleja el compromiso de la universidad con la sustentabilidad e incluye un compromiso para profundizar las conexiones con la comunidad local, enfatizar la planificación para una operación sustentable y reducir la huella ambiental de la universidad. Tres de los edificios de Skidmore tienen sistemas de calefacción y refrigeración geotérmicos, y la universidad contrató recientemente a un coordinador de sustentabilidad para ayudar con los esfuerzos para "ecologizar" el campus. Skidmore recibió una calificación de "B+" en el "Informe de sostenibilidad universitaria 2011" del Instituto de Dotación Sostenible. La planificación del transporte y las prioridades de inversión sostenible ayudaron a la universidad a obtener esta calificación relativamente alta.

## Atletismo
El Departamento Atlético de Skidmore actualmente financia y apoya a 19 equipos universitarios, incluidos baloncesto, hockey sobre hielo, remo y equitación.
En 2003–2004, los jugadores de doce equipos de pura sangre calificaron para el equipo regional o nacional y los honores individuales, y más de 95 atletas de Skidmore obtuvieron honores de liga. Actualmente dirigido por la directora atlética Gail Cummings-Danson, Skidmore es miembro de la Liberty League y se quedó sin el Williamson Sports Center recientemente dedicado.
En 1998, el equipo de tenis femenino ganó el título nacional de la División III y ha sido clasificado entre los 25 mejores de la División III y compitió en el Torneo de la NCAA desde 2006. En 2005, los equipos de béisbol y lacrosse masculino de Skidmore ganaron sus campeonatos de conferencia y aparecieron por primera vez. tiempo en el Torneo de la NCAA. En 2008, el equipo Women's Crew fue invitado a la Conferencia de Atletismo Universitario del Este en Massachusetts y el Women's Varsity Eight terminó la temporada en el décimo lugar en la nación. El equipo femenino de hockey sobre césped es cuatro veces campeón consecutivo de la Liberty League (2008, 2009, 2010, 2011 y 2013), apareció en la Final Four de la División III en 2010 y 2013, así como en el torneo de la NCAA 13 veces.
El equipo de Skidmore Golf fue el primer equipo en participar en un campeonato de la NCAA en 1987 y ha seguido haciéndolo durante los últimos 26 años.
Desde 1973 hasta 1982, los equipos atléticos de Skidmore fueron apodados "Wombats". En 1982, el apodo del equipo se cambió a "Pura sangre" porque se consideró que el wombat "carecía de la imagen de un atleta".

## Servicios Médicos de la SCEMS
Servicios Médicos de Emergencia de la Universidad Skidmore, SCEMS para abreviar, es una agencia de primeros auxilios de soporte vital básico certificada por el estado de Nueva York y dirigida por estudiantes . SCEMS fue fundada en 2013 por su primer director en jefe, David Goroff, promoción de 2014. El sucesor de Goroff fue Nicholas Friedman, promoción de 2017. El actual director en jefe es Jesse Epstein, promoción de 2019. La agencia incluye entre 60 y 80 voluntarios, más de 40 de los cuales son Técnicos en Emergencias Médicas y un número de Primeros Respondedores (CPR/AED). SCEMS utiliza un Ford Escape 2014 como un Flycar BLS. SCEMS está en servicio durante el año académico de 4:30 p. m. a 8:30 a. m. de lunes a viernes y servicio las 24 horas los sábados y domingos. SCEMS se financia a través de donantes privados y la Asociación de Gobierno Estudiantil de Skidmore (SGA). SCEMS trabaja en estrecha colaboración con el Departamento de Bomberos de Saratoga Springs, que brinda respuesta y transporte de soporte vital avanzado, Wilton EMS, Empire EMS y Skidmore College Campus Safety.